# 遊樂園

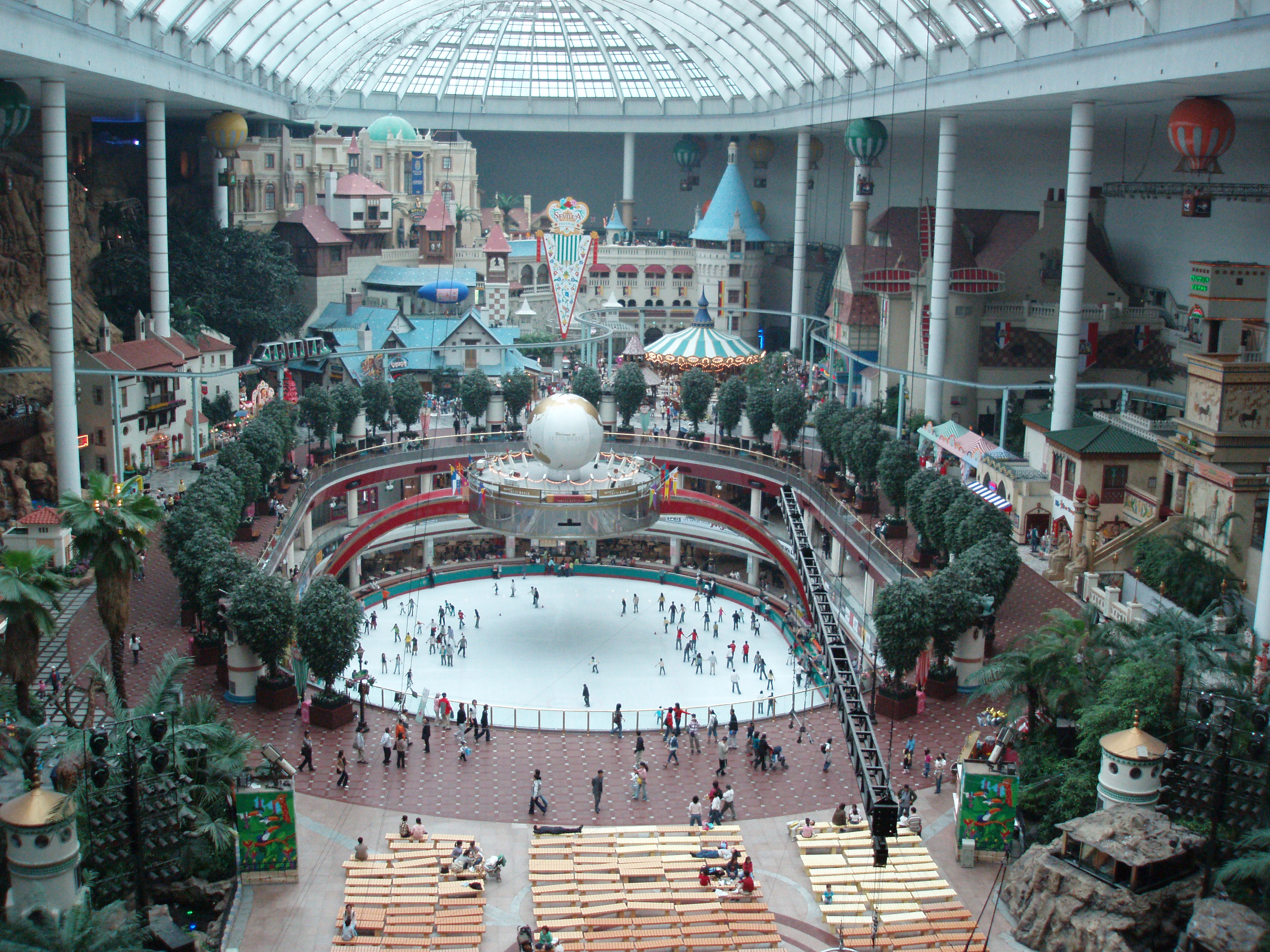
首爾樂天世界

游乐园是指具一系列娱乐景点、游乐设施和其他设施，供大量人群进行游玩及享受的地点。游乐园通常有固定场地，与旅游嘉年华相对，与简单的城市公园与广场相比较为豪华。
通常来说，主題公園与游乐园可以同义。但是主题公园可以被认为不具有独特风格的游乐园。一个主题公园的景观,建筑,景点都不是基于一个或多个特定的主题或者故事。

## 常見設施
- 大型游乐设施
  - 雲霄飛車
  - 摩天輪
  - 跳楼机
- 小型游乐设施
  - 充气城堡
  - 打靶
  - 滑梯

這些設施在多數主題樂園很常見

## 游乐园类型
教育主题游乐园、家族主题乐园和地区游乐园。